# Roger de Montreuil
Ruggero, in francese: Roger de Montreuil (X Secolo – 957), fu conte di Montreuil, conte di Ponthieu e abate laico di Saint-Riquier.

## Origine
Secondo i Flodoardi Annales, Ruggero era figlio del conte di Montreuil, conte di Ponthieu e abate laico di Saint-Riquier, Herluin de Montreuile della moglie, di cui non si conoscono né il nome né gli ascendenti.
Secondo il "Chronicon centulense", ou Chronique de l'abbaye de Saint-Riquier, Herluin de Montreuil era il figlio primogenito del conte di Montreuil, conte di Ponthieu e abate laico di Saint-Riquier, Helgaud de Montreuil e della moglie, di cui non si conoscono né il nome né gli ascendenti; anche i Flodoardi Annales ricordano che Herluin era figlio di Helgaud de Montreuil.

## Biografia
Ancora i Flodoardi Annales riportano che, nel 939, il conte di Fiandra e d'Artois, conte di Boulogne e abate laico di San Bertino, Arnolfo I, conquistò, proditoriamente, il castello di Montreuil (castellum Erluini maritimum, quod vocatur Monasteriolum) e fece prigionieri la moglie ed i figli di Herluin, che furono inviati oltremare al primo re d'Inghilterra, Atelstano. Herluin, si alleò col Duca di Normandia, Guglielmo Lungaspada, e, con un imponente contingente di Normanni riuscì a riprendere la città di Montreuil; solo alcuni armigeri di Arnolfo I furono uccisi, mentre gli altri furono catturati per poter avere indietro la moglie.
Anche il monaco cristiano e scrittore, normanno, Guglielmo di Jumièges, nel suo Historiae Normannorum scriptores antiqui, riporta la conquista di Montreuil da parte di Arnolfo I e che Herluin chiese il permesso al suo signore, Ugo il Grande, di potersi far aiutare dai Normanni; ed in questo modo, Herluin riebbe la sua città.
Ruggero (Rotgarii filii Erluini) lo troviamo citato, come figlio di Herluin, per la prima volta nei Flodoardi Annales, nell'anno 943, quando Arnolfo I di Fiandra cercò di conquistare Montreuil
Dopo aver fatto la pace con Arnolfo I, nel 944, sempre secondo i Flodoardi Annales, suo padre, Herluin ottenne la contea di Amiens.
Dopo che Guglielmo Lungaspada era stato assassinato (fu ucciso a tradimento da quattro personaggi che erano tra gli accompagnatori di Arnolfo) e dato che il suo successore, Riccardo, aveva circa 10 anni, alcuni Normanni ressero il ducato; secondo il Hugonis Floriacensis, Liber qui Modernorum Regum Francorum continet Actus, tra coloro che arrivarono in Normandia, nel 945, vi fu il re di Danimarca, Aroldo I, consanguineo di Riccardo, che ottenne un incontro con il re di Francia, Luigi IV, ma durante la trattativa i Normanni attaccarono i cavalier Franchi, uccidendone parecchi tra cui, suo padre Herluin, conte di Montreuil; anche Guglielmo di Jumièges, nel suo Historiae Normannorum scriptores antiqui, ricorda la morte di Herluin, nel 945, per mano dei Normanni di Aroldo I di Danimarca, che lo ritenevano responsabile della morte di Guglielmo Lungaspada.
A Herluin succedette Ruggero. 
Arnolfo, nel 948 attaccò Montreuil e la contea di Montreuil entrò a far parte dei domini di Arnolfo, nel 949, e nel 957, anche Amiens.

## Matrimonio e discendenza
Herluin si era sposato con una donna di cui non si conoscono né il nome né gli ascendenti e dalla quale divorziò, prima del 927 e dalla quale ebbe un figlio:
- Ugo († 961), citato nei Flodoardi Annales (Huggo filius Totgarii quondam comitis, adolescens)[13].

### Fonti primarie
- (LA)  Monumenta Germanica Historica, tomus III.
- (LA)  Monumenta Germanica Historica, tomus IX.
- (LA)  Historiae Normannorum scriptores antiqui.
- (FR)  "Chronicon centulense", ou Chronique de l'abbaye de Saint-Riquier.

### Letteratura storiografica
- Louis Halphen, Francia: gli ultimi Carolingi e l'ascesa di Ugo Capeto (888-987), in «Storia del mondo medievale», vol. II, 1999, pp. 636–661